# Chlorolydella varipes
Chlorolydella varipes là một loài ruồi trong họ Tachinidae.